# Jac. Gazenbeek

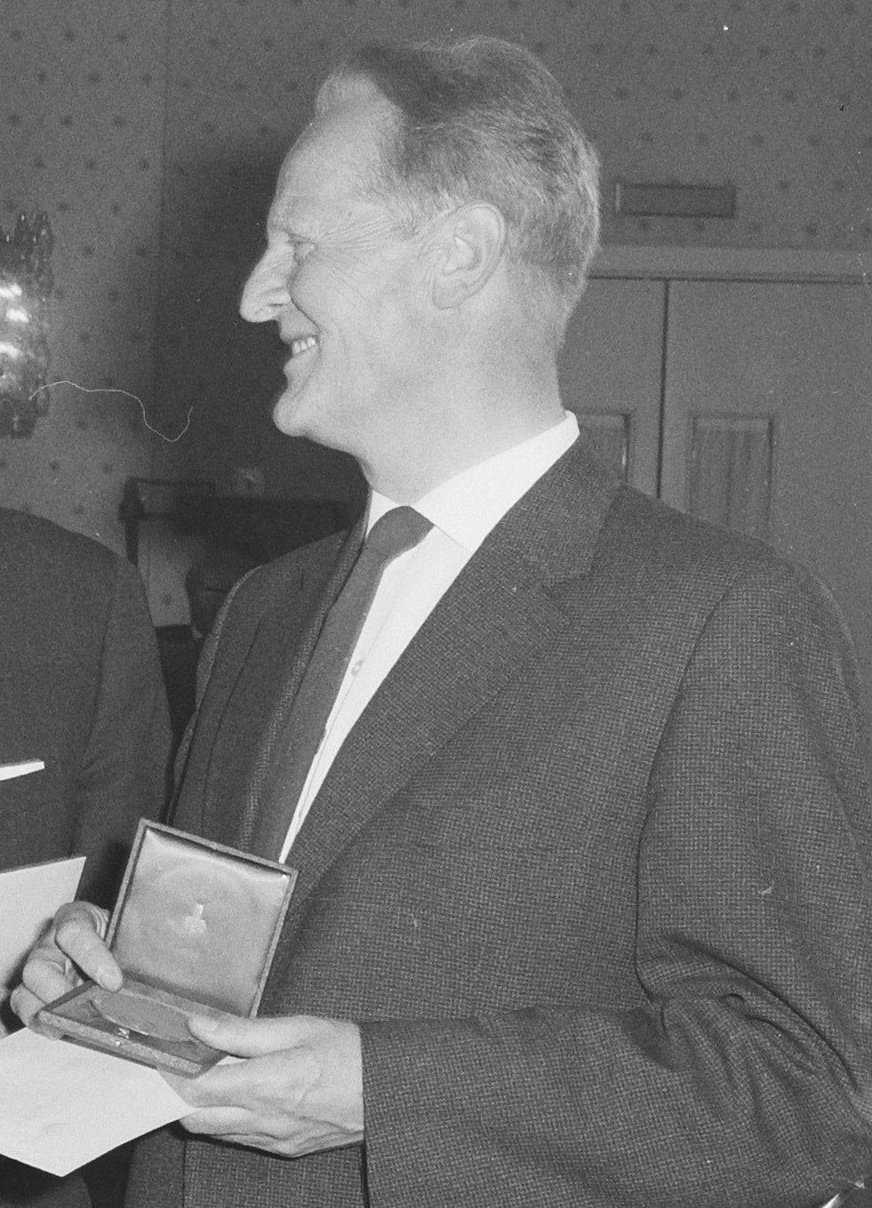
Gazenbeek in 1962 met de ANWB prijs voor zijn toeristengids Uit in Gelderland.

Jacob (Jac.) Gazenbeek (Ede, 30 oktober 1894 - Lunteren, 26 januari 1975) was een Nederlandse schrijver en journalist. Hij is vooral bekend geworden met zijn boeken en artikelen over de cultuur en natuur van de Veluwe.

## Levensloop

### Vroege jaren
Gazenbeek werd geboren als het vijfde kind van Gerrit Gazenbeek en Hendrika van Veldhuizen. Hij bezocht de School met de Bijbel (met de naam Cavaljéschool) aan de Telefoonweg in Ede. Van huis uit kreeg hij veel aandacht voor de natuur mee. Hij volgde een opleiding tot onderwijzer. Van 1919 tot 1921 stond Gazenbeek voor de klas op de Openbare Lagere School in Bennekom, daarna vond hij werk op een basisschool in de buurtschap De Valk. In 1930 verhuisde hij terug naar Ede waar hij les ging geven op de nieuw gestarte Openbare Lagere School aan de Kerkweg.

### Schrijver
Gazenbeek trok regelmatig over de Veluwe. Hij schreef, in navolging van de Duitser Hermann Löns, veel over de natuur, maar tekende ook ervaringen en verhalen op van de lokale bevolking over het (vroegere) leven op de Veluwe. Ook leerde hij zichzelf fotograferen. In 1919 verscheen Gazenbeeks eerste schrijfsel, een gedicht, in het blad De Mosgroene. Het jaar daarop verschenen er artikelen in onder andere De Nieuwe Gids en Het Getij. Zijn eerste boek Gelderland verscheen in 1925. Een jaar later publiceerde hij het boek Tegen paarse kim, over de geschiedenis van Lunteren.
Vanaf 1933 wijdde Gazenbeek zich geheel aan het schrijven. Hij schreef onder andere voor het ANP, Panorama en Revue. Van 1946 tot 1954 was hij hoofdredacteur van de Edesche Courant. Zijn boek Uit in Gelderland werd in 1962 door de ANWB uitgeroepen tot beste reisgids. Van zijn hand verschenen tevens meerdere jubileumboeken geschreven in opdracht van bedrijven en instanties.
In de jaren twintig was er een groeiende belangstelling voor oude volksgebruiken. Gazenbeek was een van de eersten die aandacht kreeg voor de folklore van de Veluwe, hoewel hij zich minder dan andere tijdsgenoten bezighield met de Germaanse elementen daarvan. Ook was er een groeiende aandacht voor natuurbehoud. Zo werd in 1929 het Geldersch Landschap opgericht. Het werk van Gazenbeek stond dus niet op zichzelf, maar was onderdeel van de groeiende belangstelling voor cultuur en natuur.

### Kunstenaar
Gazenbeeks interesse voor lokale geschiedenis leidde in 1924 tot zijn betrokkenheid bij de oprichting van de Vereniging Oud Ede. Naast folklore en cultuur had Gazenbeek ook aandacht voor kunst en muziek. In 1952 was hij een van de oprichters van de Edese Kunstkring. Hij schilderde zelf ook en maakte houtsnijwerken. In de latere jaren van zijn leven maakte Gazenbeek zich steeds meer zorgen over de negatieve gevolgen van de toenemende welvaart en mobiliteit. Daardoor verdwenen steeds grotere delen van het oorspronkelijke landschap en verloor de Veluwe haar streekeigen karakter.

### Tweede Wereldoorlog
Tijdens de Tweede Wereldoorlog hield Gazenbeek er een dubbele houding op na. Enerzijds publiceerde hij in de nationaalsocialistische bladen Hamer en Bloed en Bodem. Na de oorlog kreeg hij door de Commissie voor de Perszuivering daarvoor een (milde) straf opgelegd. Anderzijds was Gazenbeek - zij het in de marge - betrokken bij het plaatselijke verzet. Zo zou hij wapens en explosieven hebben verborgen. De verzetsmannen Wim van der Mheen en Jan Bochove gebruikten in september 1944 zijn huis als uitvalsbasis om een stuk van de spoorlijn tussen Ede en Amersfoort op te blazen.

## Persoonlijk
Gazenbeek is driemaal getrouwd geweest. Zijn eerste vrouw Geertruida Baljet (1892-1923) overleed een aantal dagen na de geboorte van zijn enige dochter. Zijn tweede vrouw Rikste Blauw (1887-1938) overleed eveneens. Zijn derde vrouw Lou Reeskamp (1908-1987) overleefde hem.

## Erkenning
Gazenbeek werd in 1966 benoemd tot Ridder in de Orde van Oranje-Nassau. Drie jaar later kwam er een tweede openbare school bij in Lunteren die de naam Jac. Gazenbeekschool kreeg. Twee jaar na Gazenbeeks dood fuseerden beide openbare scholen met elkaar. De fusieschool kreeg de naam De Sprong.
In 1987 werd de Jac. Gazenbeeklaan in Lunteren naar Gazenbeek vernoemd. In 1991 richtte een aantal liefhebbers van zijn werk de Jac. Gazenbeek Stichting op. Naast aandacht voor het werk van de schrijver zet de stichting zich in voor het streekeigene van de Veluwe. Tot 2014 had de stichting een eigen informatiecentrum in de Stationsstraat in Lunteren. Een ANWB-wandelroute tussen Arnhem en Harderwijk werd ook naar Gazenbeek vernoemd.